# Diocesi di Macomades Rusticiana
La diocesi di Macomades Rusticiana (in latino: Dioecesis Macomadensis Rusticianae) è una sede soppressa e sede titolare della Chiesa cattolica.

## Storia
Macomades Rusticiana, forse identificabile con Oum el-Bouaghi (Can Robert in epoca coloniale) nell'odierna Algeria, è un'antica sede episcopale della provincia romana di Numidia.
Unico vescovo conosciuto di Macomades Rusticiana è il donatista Proficenzio, che prese parte alla conferenza di Cartagine del 411, che vide riuniti assieme i vescovi cattolici e donatisti dell'Africa romana; la sede in quell'occasione non aveva vescovi cattolici.
Dal 1933 Macomades Rusticiana è annoverata tra le sedi vescovili titolari della Chiesa cattolica; dal 15 agosto 2024 il vescovo titolare è Dennis Kuruppassery, vescovo ausiliare di Kannur.

## Cronotassi

### Vescovi residenti
- Proficenzio † (menzionato nel 411) (vescovo donatista)

### Vescovi titolari
- Floréncio Cicinho (Sisinio) Vieira † (11 gennaio 1969 - 16 marzo 1971 dimesso)
- Jorge Martínez Martínez † (5 giugno 1971 - 1º agosto 1994 deceduto)
- Edward Kenneth Braxton (28 marzo 1995 - 12 dicembre 2000 nominato vescovo di Lake Charles)
- Pablo Varela Server † (26 febbraio 2004 - 6 gennaio 2024 deceduto)
- Dennis Kuruppassery, dal 15 agosto 2024